# Negayan paduana
Negayan paduana är en spindelart som först beskrevs av Karsch 1880.  Negayan paduana ingår i släktet Negayan och familjen spökspindlar. Inga underarter finns listade i Catalogue of Life.